# Saroschany
Saroschany (ukrainisch Зарожани; russisch Зарожаны, rumänisch Zarojani, Zarojeni) ist ein bessarabisches Dorf im Norden der ukrainischen Oblast Tscherniwzi mit etwa 3200 Einwohnern (2004).

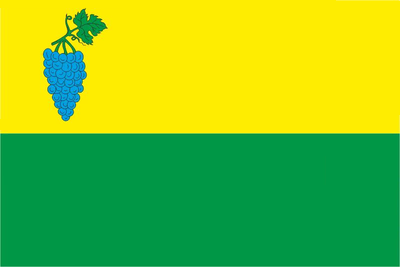
Flagge der Ortschaft

Das erstmals 1672 schriftlich erwähnte Dorf liegt zwischen den Dörfern Klischkiwzi im Westen und Schyriwzi (Ширівці) im Osten. Das ehemalige Rajonzentrum Chotyn befindet sich 22 km nordöstlich und die Oblasthauptstadt Czernowitz etwa 40 km südwestlich von Saroschany. Durch die Ortschaft verläuft in Ost-West-Richtung die Territorialstraße T–26–03.
Am 12. August 2015 wurde das Dorf ein Teil neu gegründeten Landgemeinde Nedobojiwzi im Rajon Chotyn, bis dahin bildete es die Landratsgemeinde Saroschany (Зарожанська сільська рада/Saroschanska silska rada) im Süden des Rajons.
Seit dem 17. Juli 2020 ist der Ort ein Teil des Rajons Dnister.